# ソレスタルステーション00
ソレスタルステーション00（ソレスタルステーションダブルオー）は、1314 V-STATION（ラジオ大阪）、文化放送にて、2007年10月7日から2009年4月5日まで放送された、テレビアニメ『機動戦士ガンダム00』に関連したラジオ番組。
本稿では、ガンダムシリーズ公式ポータルサイト『GUNDAM INFO』にて配信されていた『ソレスタルステーション00R』、ラジオ大阪・超!A&G+にて放送された『ソレスタル・M・ステーション00R』についても解説する。

## ソレスタルステーション00

### 概要
- 放送局：ラジオ大阪（1314 V-STATION枠内）、文化放送
- 放送期間：2007年10月7日～2009年4月5日
- 放送日：毎週日曜 22時00分～22時30分

### コーナー
ふつおた
普通のおたより（パーソナリティやゲストに対する質問、アニメの感想など）を紹介する。
TODAY'S HEADLINE（第1回～第26回、第51回～）
前日（第二期は同日）に放映されたアニメの内容をおさらいする。ラジオのオープニングでそのシーンがピックアップされる。
ミッション・イン・トラブル / ミッション・イン・トラブル・II
リスナーの悩みにソレスタルビーイングの如く悩みに介入し悩みを駆逐する。
ゲストが演じる登場人物にアドバイスを出すタイミングを譲渡し、ゲストが回答する。第26、65回では入野が回答を行った。
第55回からはIIとなってコーナーが復活した。
通常、ゲストの回答時には爆発音のSEが入るのだが、第67回にてマリナ・イスマイール役の恒松あゆみが回答を行った際は丁寧かつ的確な回答を行ったためか、SEが違うものになった（最後の回答で恒松が噛んでしまった時には爆発音のSEが使われた）。
ラジオCDでも「パトリック・コーラサワーのスカッとしておいしいぜ!」として、パトリック役の浜田賢二がリスナーの悩みに回答している。
ロックオン劇場
リスナーがアニメで気になったアイテム、MS、シーンや日常の出来事で気になった「ソレスタルポイント」についてロックオンする。
マイGN粒子
ガンダムで言えばGN粒子に当たる、リスナーの動力源を紹介する。
ダブルオーガンダムの性能
アニメ第一期最終話に登場したダブルオーガンダムの性能を募集して、紹介する。
ヴェーダの挑戦状
ガンダム00にまつわるクイズをリスナーから募集し、パーソナリティが回答する。
刹那マイハウス!
アニメ本編で殺風景だった刹那の部屋に彩るインテリアをリスナー（インテリアマイスター）から募集する。部屋の変化を入野と宮野がイラストを描いて公式HPに掲載している。
今週の、御言葉!
その週に放送されたアニメから名台詞をパーソナリティがチョイスする。普段は入野か高垣がその名台詞を発言するが、ゲストが演じる人物の発言だった場合はゲストが名台詞の発言を行う。
特派員は見た!!!
リスナーが遭遇した出来事について特派員のように報告する。
お知らせステーション
機動戦士ガンダム00の関連商品等の情報を伝える。
毎週、一つから二つのコーナーがランダムで取り上げられる（お知らせステーションは毎回取り上げられる）。

### 出演者

#### パーソナリティ
- 入野自由（沙慈・クロスロード役）
- 宮野真守（刹那・F・セイエイ役）（2008年4月20日-9月28日(第29-52回)）

#### アシスタント
開始から2月までの放送は月によってアシスタントが変更された。本編二期開始後の08年10月の放送から再び高垣がアシスタントとして出演している。
- 佐藤有世（クリスティナ・シエラ役）：2007年10月、12月、2008年2月、3月前半[2]
- 高垣彩陽（フェルト・グレイス役）：2007年11月、12月[3]、2008年1月、3月後半、10月～
- 斎藤千和（ルイス・ハレヴィ役）：Gフェスティバル出張版（2008年1月27日）

#### ゲスト
- 宮野真守（刹那・F・セイエイ役）：1-2回、25-28回、55-56回、79回
- 神谷浩史（ティエリア・アーデ役）：3-4回、24回、27-28回、57-58回、79回
- 三木眞一郎（ロックオン・ストラトス役）：5-6回、23回、27-28回、59-60回、79回
- 吉野裕行（アレルヤ・ハプティズム役）：7-8回、22回、27-28回、61-62回、79回
- 本名陽子（スメラギ・李・ノリエガ役）：9-10回
- 中村悠一（グラハム・エーカー役）：11-12回
- 古谷徹（ナレーション）：13回
- 恒松あゆみ（マリナ・イスマイール役）：14-15回、67-68回
- 浜田賢二（パトリック・コーラサワー役）：16-17回
- 斎藤千和（ルイス・ハレヴィ役）：18-19回、65-66回
- 遠藤綾（絹江・クロスロード役）：20-21回
- 水島精二（監督）：39-40回、76回、79回
- 海老川兼武（メカニックデザイン）：40回
- 柳瀬敬之（メカニックデザイン）：40回
- 石川智晶（歌手）：60回
- 白鳥哲（アンドレイ・スミルノフ役）：63-64回
- 石塚運昇（セルゲイ・スミルノフ役）：69-70回
- 高山みなみ（カティ・マネキン役）：71-72回
- 真堂圭（王留美役）：73-74回
- 朴璐美（リジェネ・レジェッタ役）：75-76回
- 黒田洋介（脚本）：75回
- 蒼月昇（リボンズ・アルマーク役）：77-78回

### その他
- 2008年1月26日に大阪（御堂会館）、1月27日に東京（東京厚生年金会館）で行われた「Gフェスティバル2008」にて出張版が公開録音された。東京会場分の模様はニュータイプ4月号の付録に一部収録されている。
- 2009年3月29日に富士急ハイランドにて、公開録音が行われた。同日にTVアニメの最終回が放送されたため、会場には巨大スクリーンが用意され最終回の放送が終了してから公開録音が行われている。この模様は、2009年4月5日に放送された。

| ラジオ大阪 日曜22:00～22:30 | ラジオ大阪 日曜22:00～22:30 | ラジオ大阪 日曜22:00～22:30 |
| 前番組                      | 番組名                      | 次番組                      |
| --------------------------- | --------------------------- | --------------------------- |
| 福井裕佳梨の福袋            | ソレスタルステーション00    | THE IDOLM@STER RADIO        |
| 文化放送 日曜22:00～22:30   |                             |                             |
| 開け!!コンチェルトゲート♪   | ソレスタルステーション00    | ガンガンラジオ              |

## ソレスタルステーション00R

### 概要
『GUNDAM INFO』にて、2009年9月10日17時から配信が開始されたインターネットラジオ番組。ガンダムGATEではケータイ版が配信されている。月2回配信され、バックナンバーは2回分。2010年10月15日の配信をもって終了。全27回。
開始に先立ち、8月28日には東京ビッグサイトで行われた「GUNDAM BIG EXPO」内でスペシャルステージが開催された。8月29日に幕張メッセで開催された「キャラホビ2009 C3×HOBBY」では公開録音が実施され、この模様は第3回と第4回に配信された。

### 出演
パーソナリティ
- 入野自由

ゲスト
- 宮野真守：第1、3、4回
- 三木眞一郎：第2、3、4回
- 吉野裕行：第1、3、4回
- 神谷浩史：第2、3、4回
- 水島精二：第3、4、6、25、26、27回
- 池谷浩臣（サンライズ・プロデューサー）：第5、27回
- 松岡（バンダイホビー事業部）：第7、8回
- 高河ゆん：第9、10回
- 黒田洋介：第11、12回
- 角田一樹（演出・副監督）：第13、14、27回
- 長崎健司（演出）：第13、14回
- 三間雅文（音響監督）：第15、16回
- 浜田賢二：第17回
- 小笠原亜里沙（ソーマ・ピーリス役）：第18回
- 恒松あゆみ：第19回
- 中村悠一：第20回
- 高垣彩陽：第3、4、21回
- 斎藤千和：第22回
- 海老川兼武（メカニックデザイン）：第27回

### コーナー
サジルーーム！
沙慈が管理している秘密の部屋。この部屋に数多く出入りしている00のキャスト・スタッフなどの関係者が、それぞれの役職から見た00という作品の魅力をはじめ、劇場版に馳せる思いを探るトークコーナー。
ヴェーダの言う通り
密かにヴェーダとリンクできると噂される入野自由。彼に知らないものなどない、ということで送られてきた難解な単語・用語を入野自由があてずっぽうに答えるという無茶ぶりコーナー。
我が名はソレスタルビーイング
世の中にある理不尽なことをリスナーから募集し、駆逐するコーナー。
沙慈かげんSHOW
世の中に存在するグレーな部分に、沙慈によるサジカゲンで白黒つけるコーナー。コメントは入野自由が書にしたため待ち受け画像として配信される。

## ソレスタル・M・ステーション00R

### 概要
「劇場版 機動戦士ガンダム00 -A wakening of the Trailblazer-」の公開を記念してのミュージックバラエティ特番。劇場版ガンダム00の主題歌や、「機動戦士ガンダム00 Anthology BEST『ADVOCACY OF CONGRUITY』」の中から楽曲を紹介しながら、「劇場版ガンダム00」や、ガンダム00の楽曲について語っていく。
放送時間
ラジオ大阪：2010年9月3日 22:30 - 23:30
超!A&G+：2010年9月4日 20:00 - 21:00（リピート放送：9月11日 20:00 - 21:00）

### 出演
パーソナリティ
- 入野自由
- 高垣彩陽

ゲスト
- 三木眞一郎